# اورفئو پیتزوفراتو
اورفئو پیتزوفراتو (ایتالیایی: Orfeo Pizzoferrato؛ زادهٔ ۱۹ ژانویهٔ ۱۹۵۱) دوچرخه‌سوار اهل ایتالیا است.